# Regiunea de dezvoltare Centru
Centru este o regiune de dezvoltare a României. Aceasta este alcătuită din următoarele județe: Alba, Brașov, Covasna, Harghita, Mureș și Sibiu.

## Demografie
Centru are o populație totală de 2 523 021. Densitatea este de 73,99/km², inferioară mediei naționale de 91,3/km². Regiunea este una dintre cele mai variate din punct de vedere etnic din România, populația fiind formată de români (65,4%), maghiari (29,9%) și rromi (4%). Cea mai mare parte a populației maghiare se află concentrată în județele Harghita și Covasna, unde această etnie este majoritară (vezi: Mărculeț I., Mărculeț Cătălina, Etnii și confesiuni religioase în Regiunea de Dezvoltare Centru a României. Observații geodemografice, Comunicări științifice, Vol. VI., Mediaș, 2007).
La Alba Iulia își au sediile Arhiepiscopia Romano-Catolică de Alba Iulia și Arhiepiscopia Ortodoxă de Alba Iulia, cu jurisdicție canonică asupra credincioșilor din judetele Alba și Mureș. Arhiepiscopia Romano-Catolică de Alba Iulia grupează cel mai mare număr de credincioși romano-catolici din România, anume 440.000 de credincioși conform Annuario Pontificio pe anul 2008, față de ca. 91.500 de credincioși în Arhiepiscopia Romano-Catolică de București.
Arhiepiscopia Română Unită de Făgăraș și Alba Iulia, cea mai mare eparhie a Bisericii Române Unite cu Roma, atât ca suprafață geografică cât și ca număr de credincioși. Sfântul Scaun a ridicat Biserica Română Unită de la statutul de Biserică mitropolitană sui iuris, la acela de Biserică Arhiepiscopală Majoră, cu sediul la Blaj.
- după: Mărculeț I., Goga Iuliana, Structura confesională a populației din Regiunea de Dezvoltare Centru a României, Simpozionul Interjudețean INTERCULTURALITATE, 24 mai 2008, Colegiul Național „I. L. Caragiale”, București, 2009.

## Geografie

### Clima
Clima regiunii este temperat continentală și variază în funcție de altitudine. În depresiunile intramontane ale regiunii de est sunt frecvente inversiunile de temperatură. În Bod, județul Brașov, cea mai scăzută temperatură din România, -38,5 °C (−37,3 °F), a fost simtită la 25 ianuarie 1942.